# Antàlcides
Antàlcides (en llatí Antalcidas, en grec antic Ἀνταλκίδας) fou un polític espartà i diplomàtic dels més hàbils que mai havia tingut el seu país, un bon alumne de l'escola de Lisandre. Era fill de Lleó, que segons Xenofont era probablement èfor el 14é any de la guerra del Peloponès. Va viure al segle iv aC.

## Biografia
Al començament del segle IV aC Esparta es trobava en un moment delicat amb una coalició d'estats grecs formada a l'entorn del diner persa, amb victòries del sàtrapa Farnabazos II i l'almirall atenenc Conó, i amb Atenes en plena recuperació. Els espartans van enviar Antàlcides com a ambaixador a Tiribazos, sàtrapa de Lídia, per negociar la pau entre Esparta i Pèrsia, l'any 393 aC amb l'objectiu final de separar a Pèrsia de la seva aliança amb els estats grecs i permetre a Esparta consolidar la seva hegemonia sobre els grecs europeus. Els atenencs, alarmats per aquesta decisió, també van enviar una ambaixada dirigida per Conó amb el propòsit de sortir-ne beneficiats, acompanyats per ambaixadors de Tebes, Argos i Corint. Donat els dos diferents punt de vista, Tiribazos no es va atrevir a signar la pau sense aprovació del rei Artaxerxes, però secretament va donar diners a Antàlcides per a construir naus amb les quals pogués atacar Atenes i els seus aliats de manera que tinguessin desitjos de pau. D'altra banda va detenir a Conó amb l'excusa de què havia utilitzat forces reials perses en benefici d'Atenes. Aquestes mesures no van ser aprovades pel rei i Tiribazos, quan el va anar a informar, va perdre temporalment la satrapia al front de la qual es va nomenar Struthas, amic d'Atenes.
La guerra va seguir uns anys però el 388 aC les parts estaven ja madures per una nova negociació amb Pèrsia. Tiribazos havia recuperat el govern i el rival dels espartans Farnabazos II de Frígia, era a la capital per casar-se amb Apama, la filla del rei i el govern l'exercia interinament Ariobarzanes, amb el que Antàlcides tenia relacions clientelars.
Antàlcides va ser enviat altre cop a l'Àsia Menor com a comandant d'una flota (ναύαρχος, navarc) i com ambaixador i va desembarcar a Efes, deixant allí el comandament militar de la flota al seu lloctinent (ἐπιστολεύς) Nicòloc, al que va enviar a Abidos per distreure a l'atenenc Ifícrates el Vell i ell tenir el camp lliure amb Tiribazos i si era necessari anar a la cort reial persa. Antàlcides va tenir èxit i el govern persa va estar d'acord que calia imposar la pau als atenencs en els termes que Pèrsia dictaria però que en realitat dictava des l'ombra Antàlcides per mitjà de la seva influència entre els perses principals. Al seu retorn va saber que Nicòloc estava bloquejat a Abidos per Ifícrates i Diòtimos i se'n va anar a la zona i amb alguns vaixells de reforç que va rebre es va apoderar d'una petita flota que anava a Abidos sota comandament de Trasibul de Còlitos i amb les naus que van arribar de Sicília, Itàlia i de les ciutats gregues sota domini persa, i algunes naus enviades per Ariobarzanes actuant teòricament en nom de Farnabazos II, Antàlcides es va fer amo de la mar. Atenes es va veure obligada a la pau. La pau que es va concertar era coneguda com a pau d'Antàlcides i es va signar l'any 387 aC.
Després d'aquest fets les notícies sobre Antàlcides són fragmentaries: el 371 aC era en missió diplomàtica a Pèrsia, segons un discurs de Cal·lístrat d'Afidnes que va conservar Xenofont. El 369 aC era èfor a Esparta i davant el perill dels tebans que envaïen el país a les ordres d'Epaminondes, va enviar els seus fills a Citera per seguretat, segons Plutarc. És possible que fes una nova missió diplomàtica a Pèrsia després de la derrota d'Esparta a la batalla de Leuctres, per demanar subministraments, el 369 aC o potser el 368 aC, i va ser rebut fredament pel rei. La tradició diu que es va suïcidar el 367 aC en fracassar en una missió diplomàtica a Pèrsia.